# Jason Momoa
Joseph Jason Namakaeha Momoa (sinh ngày 1 tháng 8 năm 1979) là nam diễn viên, đạo diễn và nhà sản xuất phim người Mỹ.
Jason Momoa nổi tiếng với các vai diễn siêu anh hùng trong vũ trụ DC Mở rộng DC Extended Universe, bắt đầu từ năm 2016 với vai thủy thần Aquaman trong Batman v Superman: Dawn of Justice, Justice League và Aquaman..
Trước đó, Jason Momoa từng vào vai Ronon Dex trong sê-ri phim viễn tưởng Stargate Atlantis (2004–2009), Khal Drogo trong Game of Thrones (2011–2012) hay Declan Harp trong Frontier (2016–nay).
Road to Paloma là bộ phim đầu tiên mà Jason Momoa làm giám đốc sản xuất kiêm biên kịch, ông cũng tham gia đóng vai chính trong bộ phim này, được phát hành ngày 11 tháng 7 năm 2014.

## Thời thơ ấu
Momoa sinh năm 1979 ở Honolulu, Hawaii. Anh là con một của bà Coni Lemke, một nhiếp ảnh gia, và ông Joseph Momoa, một họa sĩ. Anh lớn lên ở Norwalk, Iowa, Hoa Kỳ cùng với mẹ của mình. Cha anh người gốc Hawaii còn mẹ anh gốc Đức.

## Sự nghiệp
Năm 1998, Momoa được khuyến khích đi theo sự nghiệp người mẫu bởi nhà thiết kế quốc tế Takeo Kikuchi. Sau đó một năm, anh chiến thắng giải Người mẫu Hawaii của năm tại sự kiện cuộc thi người mẫu Hawaii dành cho thiếu niên. Năm 19 tuổi, Momoa bắt đầu làm việc bán thời gian tại một của hàng ván lướt trước khi anh tham gia loạt phim truyền hình hành động tên Baywatch Hawaii, lúc đó Momoa đóng vai Jason Lane
Ngoài những lần xuất hiện trong các loạt sê ri phim như North Shore (2004 - 2005), Johnson Family vacation (2004) và Stargate: Atlantis (2005 - 2009), Momoa còn được được chọn vào vai Roman trong bốn tập của loạt phim truyền hình hài kịch The Game (2009). Anh đóng vai nhân vật chính trong Conan the Barbarian (2011), tái hiện lại bộ phim Crazy Horse (1982), khi đó là vai diễn của diễn viên nổi tiếng Arnold Schwarzenegger. Momoa đã nhận được vai diễn Khal Drogo trong Trò chơi vương quyền của HBO thông qua buổi thử giọng, khi đó anh biểu diễn một điệu nhảy Haka, một trong nhiều điệu nhảy Māori đáng sợ thường được sử dụng để tôn vinh cuộc sống.
Momoa đạo diễn đồng thời là đồng sáng tác trong phim Road to Paloma (2014), một bộ phim kinh dị của phim truyền hình Mỹ, kết hợp với hai nhà biên kịch Jonathan Hirschbein và Robert Homer Mollohan. Phim có sự tham gia của Momoa, Sarah Shahi,,Lisa Bonet Michael Raymond-James và Wes Studi. Phim được công chiếu tại Liên hoan phim Sarasota 2014 vào tháng 4 năm 2014.Bộ phim được công chiếu và phát hành vào ngày 15 tháng 7 năm 2014, tại Thành phố New York và Los Angeles và một bản phát hành VOD. 

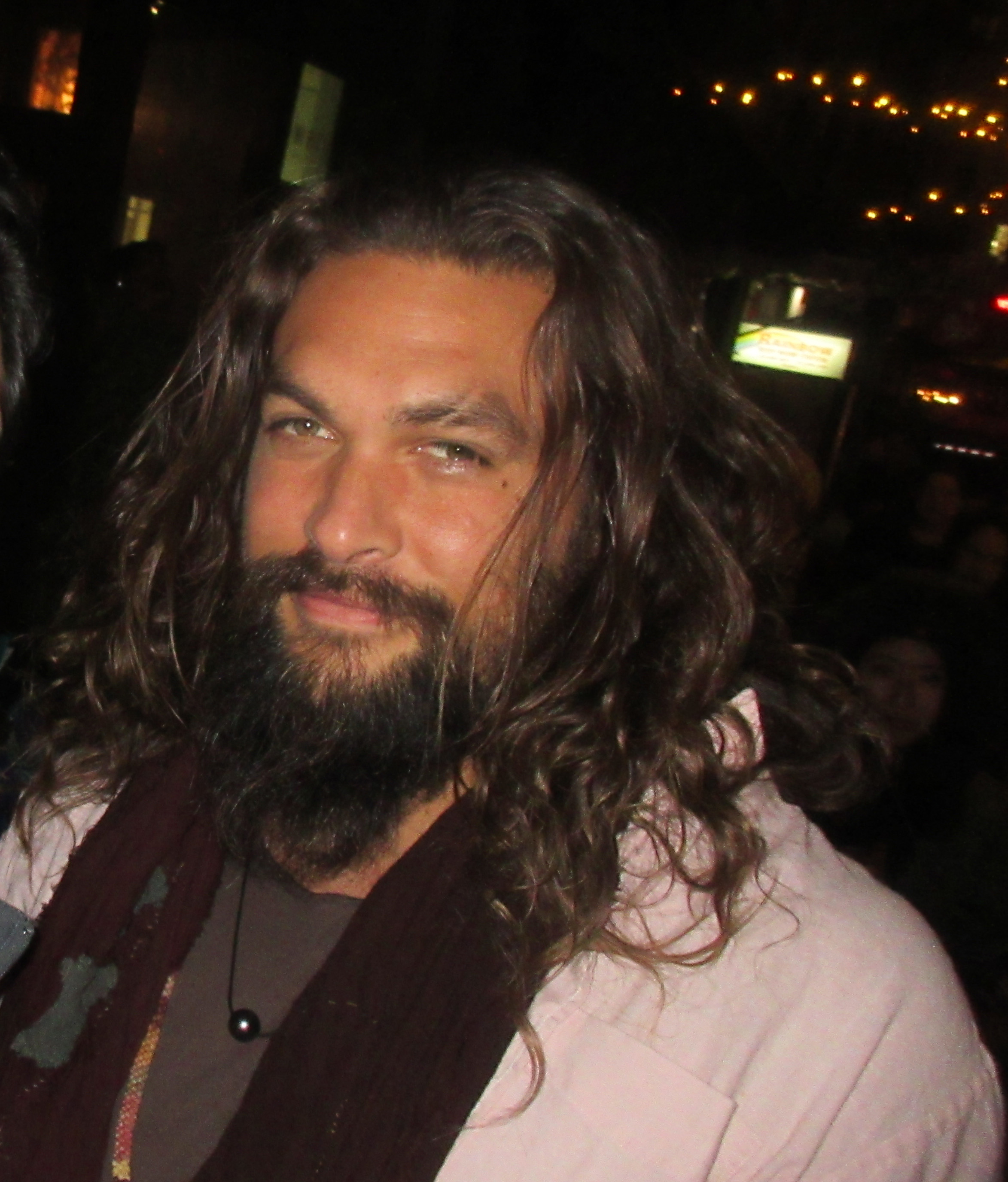
Jason Momoa (phải), bên cạnh anh là David Hewlett, đồng nghiệp của anh tại buổi ra mắt phim Stargate Atlantis.

Vào tháng 3 năm 2014, Momoa tham gia bộ phim hài, kinh dị đen tối mang tên Indie Sugar cùng với Cary Elwes và Haley Webb; nhiếp ảnh chính của nó được thực hiện ở Alaska. Anh cũng đóng vai chính là Phillip Kopus, một người Ấn Độ vùng núi Ramapough, trong bộ phim truyền hình SundanceTV The Red Road (2014, 2015). [20]
Vào tháng 6 năm 2014, Momoa đã được bầu chọn vào vai Aquaman. Anh đóng vai trò như một khách mời trong bộ phim siêu anh hùng Batman v Superman: Dawn of Justice, đánh dấu lần đầu tiên ra mắt dàn sân khấu hành động trực tiếp của Aquaman. Momoa đóng vai nhân vật Arthur Curry trong bộ phim Justice League 2017. Sau đó, anh tham gia bộ phim Aquaman cũng trong vai nhân vật đó, phim phát hành vào cuối năm 2018. Tiếp đó, Anh cũng sẽ tiếp tục đảm nhận vai diễn này trong The LEGO Movie 2: The Second Part.
Năm 2014, Momoa đóng vai diễn Connor trong bộ phim hành động kinh dị Wolves của Canada, và đóng vai chính trong bộ phim kinh dị khoa học viễn tưởng Debug, viết kịck bản đồng thời kiêm đạo diễn là cựu đồng nghiệp của Momoa trong phim Stargate Atlantis, David Hewlett. Vào tháng 2 năm 2015, có thông báo cho rằng anh sẽ đóng vai một kẻ ăn thịt người trong bộ phim kinh dị kịch tính The Bad Batch. Năm 2015, Momoa được chọn tham gia bộ phim hành động Canada Braven, được phát hành vào ngày 2 tháng 2 năm 2018.
Vào tháng 7 năm 2018, Momoa đã được chọn tham gia vào loạt phim truyền hình viễn tưởng See, độc quyền trên Apple TV Plus.

## Đời tư
Momoa bắt đầu hẹn hò với nữ diễn viên Lisa Bonet (sinh 1967) sau khi quen biết nhau qua bạn bè vào năm 2005. Có tin đồn cho rằng cả hai đã làm đám cưới vào ngày 15/11/2007, tuy vậy, đến tháng 10/2017, họ mới chính thức kết hôn. Anh trở thành cha nuôi của diễn viên Zoë Kravitz (con gái Bonet) sau khi kết hôn.
Ngày 23/7/2007, Bonet sinh con gái đầu lòng tên Lola Iolani Momoa. Ngày 15/12/2008, cặp đôi sinh bé trai thứ hai, lấy tên Nakoa-Wolf Manakauapo Namakaeha Momoa.
Jason Momoa có rất nhiều hình xăm và là fan của heavy metal rock. Anh có một vết sẹo trên mặt sau một cuộc ẩu đả ở một quán bia vào năm 2008.

## Danh sách phim

### Điện ảnh
| Năm  | Tên                                         | Vai                    | Ghi chú                              | Ct     |
| ---- | ------------------------------------------- | ---------------------- | ------------------------------------ | ------ |
| 2004 | Johnson Family Vacation                     | Navarro                |                                      |        |
| 2007 | Pipeline                                    | Kai                    |                                      |        |
| 2011 | Conan the Barbarian                         | Conan                  |                                      |        |
| 2012 | Bullet to the Head                          | Keegan                 |                                      |        |
| 2014 | Road to Paloma                              | Robert Wolf            | Đồng biên kịch, đạo diễn và sản xuất | [ 4 ]  |
| 2014 | Debug                                       | Iam                    |                                      |        |
| 2014 | Wolves                                      | Connor                 |                                      |        |
| 2016 | Batman đại chiến Superman: Ánh sáng công lý | Arthur Curry / Aquaman | Vai khách mời                        | [ 14 ] |
| 2016 | Sugar Mountain                              | Joe Bright             |                                      | [ 15 ] |
| 2017 | Once Upon a Time in Venice                  | Spyder                 |                                      | [ 16 ] |
| 2017 | Liên minh công lý                           | Arthur Curry / Aquaman |                                      |        |
| 2018 | Braven                                      | Joe Braven             | Đồng sản xuất                        |        |
| 2018 | Aquaman: Đế vương Atlantis                  | Arthur Curry / Aquaman |                                      |        |
| 2019 | The Lego Movie 2: The Second Part           | Arthur Curry / Aquaman | Lồng tiếng                           |        |
| 2021 | Dune: Hành tinh cát                         | Duncan Idaho           |                                      |        |
| 2022 | Xứ sở mộng mơ                               | Flip                   |                                      |        |
| 2023 | Fast X                                      | Dante Reyes            |                                      |        |
| 2023 | Aquaman và Vương Quốc Thất Lạc              | Arthur Curry / Aquaman |                                      |        |

### Truyền hình
| Năm      | Tên  | Vai       | Ghi chú | Ct |
| -------- | ---- | --------- | ------- | -- |
| 2019-nay | Thấy | Baba Voss |         |    |